# Лясонь
Лясонь (пол. Lasoń) — село в Польщі, у гміні Рики Рицького повіту Люблінського воєводства.
Населення — 67 осіб (2011).

## Демографія
Демографічна структура станом на 31 березня 2011 року:
|          | Загалом | Допрацездатний вік | Працездатний вік | Постпрацездатний вік |
| -------- | ------- | ------------------ | ---------------- | -------------------- |
| Чоловіки | 34      | 10                 | 23               | 1                    |
| Жінки    | 33      | 6                  | 19               | 8                    |
| Разом    | 67      | 16                 | 42               | 9                    |